# Marià Plasència i Valls
Marià Plasència i Valls (Benaguasil, Camp de Túria, 1809 - València, 1894) pertanyent a una nissaga de músics, fou organista i compositor. Era pare del musicòleg i compositor Joan Baptista Plasència i Aznar. Els seus germans Joan Baptista (1816-1855) i Lambert (1815-1875) també van ser músics molt reconeguts.
Va dedicar-se a la composició i va ser nomenat mestre de capella del Col·legi del Corpus Christi de València, en succeir al seu germà Joan Baptista, càrrec que va desenvolupar fins a la seva mort. Gran aficionat a l'escola antiga espanyola, emprà les seves facultats en estudiar-la a fons, i arranjà, traduí i col·leccionà gran nombre d'obres de faristol. Per la seva part, va deixar un bon nombre de composicions que es conserven en l'Arxiu del Col·legi citat i en poder de particulars, entre les quals mereixen citar-se:
- dues Misses, a 4 veus i orquestra, i a 3 i 7 veus
- tres Misses de Rèquiem, a 4 veus i orquestra
- un joc de salms, de Vespres, Completes i Nona de l'Ascensió
- Miserere (1839)
- Lamentacions, motets al Cor de Jesús a 7 veus
- motets als Dolors de la Verge (1837)
- motet a Santa Anna i Nativitat de la Verge, a 8 veus
- diversos motets al Santíssim, a 3 veus i orgue
- dues Salve, a 6 veus, i a duo i orquestra, respectivament
- dos Trisagios, a 3 i 4 veus respectivament
- Letrilla a la Verge, a duo i orgue
- Goigs a la Puríssima, a 3 veus
- Letrilla per a la Comunió, a duo
- Dolors de la Verge, a 4 veus i orgue, etc.